# BTCC (会社)
BTCCは、英国を拠点とする暗号通貨取引所。2014年10月には取引量が世界2番目を記録した。2011年6月にBTCChinaを設立され、中国初のビットコイン取引所である。その顧客の多くは中国国内の顧客だったよう。その後、BTCChinaはBTCCに、名前を変更し、2015年にホームページwww.btcc.comを立ち上げた。2020年に日本、韓国マーケット参入。

## 歴史
会社のCEO、ボビー・リー（Bobby C. Lee）氏は2013年年始に、BTCCに投資した後、すぐに他の投資家を引き付けた。そして、2013年末に会社の急速な拡大と市場シェアの成長を予測した。ボビー・リー氏はスタンフォード大学のコンピューターサイエンスの卒業後、アメリカのYahoo!などの大企業で務めたことがあり、またウォルマートチャイナのテクノロジー副社長であった。彼の兄弟が暗号通貨ライトコインを設立した。
2013年11月、BTCChinaは、投資家、Lightspeed China　PartnersおよびLightspeed　Venture　Partnersから500万ドルのシリーズAの資金を調達した。
2013年12月18日、BTCChinaは、中国人民銀行（PBOC）の声明を受けて、政府の規制に従い、人民元預金の受け入れを一時的に停止すると発表した。2014年1月30日、中国人民銀行の声明やその他の規則を再度検討した後、人民元の預金の受け入れを再開した。中国人民銀PBOCは銀行でのビットコイン取引を禁止していたが、BTCChinaが、人民元のままの預金、送金を受けることができる。
2020年に日本、韓国版BTCCをリリースと発表した後、2021年にBTCC日本語のSNSも追加された。